# Hatim Jasin
Hatim Jasin (arab. ‏حاتم ياسين‎; ur. 21 sierpnia 1986), znany również jako Hatem Yaseen, Hatem Yassen lub Hatem Yassin – egipski snookerzysta. Wygrał Mistrzostwa Afryki w 2015 r., a następnie przez dwa lata grał w profesjonalnym World Snooker Tour. Ponownie został mistrzem kontynentu w 2024 r.

## Kariera
Hatim Jasin zaczął grać w snookera dopiero w wieku 18 lat, ale mimo to stopniowo rozwijał się i stał się jednym z najlepszych graczy w Egipcie i Afryce. Po udziale w Mistrzostwach Świata U-21 w 2007 r., na których nie odniósł większego sukcesu. Od 2010 r. brał udział w Mistrzostwach Afryki kilkakrotnie i w 2010 r. dotarł do 1/8 finału. Pod koniec 2014 roku zadebiutował na Mistrzostwach Świata Amatorów, lecz znów bez większych sukcesów. Następnie w 2015 roku dotarł do finału Afrykańskich Mistrzostw Kontynentalnych, pokonując swojego rodaka Mohameda Khairy’ego 6-5. To zwycięstwo zapewniło mu prawo do udziału w dwóch kolejnych sezonach World Snooker Tour i tym samym został graczem zawodowym. Jednakże w sezonach 2015/16 i 2016/17 nie udało mu się odnieść ani jednego zwycięstwa w stosunkowo niewielu turniejeach, w których brał udział, i w rezultacie po dwóch latach bez sukcesów musiał opuścić szeregi zawodowców. Rok później ponownie spróbował swoich sił na Mistrzostwach Afryki, ale odpadł w 1/8 finału po zwycięstwie nad Peterem Francisco.
Przez kilka lat nie odnosił żadnych znaczących sukcesów. Dopiero w 2024 roku odniósł kolejny sukces na Pucharze Narodów Afryki. W swoim drugim finale kontynentalnym pokonał 6-5 swojego rodaka Abdelrahmana Shahina. W wieku 38 lat po raz drugi otrzymał dwuletnią kartę zawodową.

## Występy w turniejach w karierze
| Ranking                    | N             | 93            | [ i ]         | 94            |
| Turnieje rankingowe        |               |               |               |               |
| Championship League        | nierankingowy | nierankingowy | A             | RR            |
| Saudi Arabia Masters       | nie rozegrano | nie rozegrano | A             |               |
| Wuhan Open                 | nie rozegrano | nie rozegrano | A             | LQ            |
| English Open               | NH            | A             | A             |               |
| British Open               | nie rozegrano | nie rozegrano | A             | LQ            |
| Xi'an Grand Prix           | nie rozegrano | nie rozegrano | A             |               |
| Northern Ireland Open      | NH            | A             | A             |               |
| International Championship | LQ            | A             | A             |               |
| UK Championship            | 1R            | A             | LQ            |               |
| Shoot Out                  | NR            | 1R            | 1R            |               |
| Scottish Open              | NH            | A             | LQ            |               |
| German Masters             | LQ            | A             | LQ            |               |
| World Grand Prix           | DNQ           | DNQ           | DNQ           |               |
| Players Championship       | DNQ           | DNQ           | DNQ           |               |
| Welsh Open                 | 1R            | 1R            | LQ            |               |
| World Open                 | NH            | LQ            | LQ            |               |
| Tour Championship          | nie rozegrano | nie rozegrano | DNQ           |               |
| World Championship         | LQ            | LQ            | LQ            |               |
| Dawne turnieje rankingowe  |               |               |               |               |
| Riga Masters               | MR            | LQ            | nie rozegrano | nie rozegrano |
| Indian Open                | NH            | LQ            | nie rozegrano | nie rozegrano |
| Paul Hunter Classic        | MR            | 1R            | nie rozegrano | nie rozegrano |
| Shanghai Masters           | A             | LQ            | nierankingowy | nierankingowy |
| Gibraltar Open             | MR            | A             | nie rozegrano | nie rozegrano |
| China Open                 | LQ            | A             | nie rozegrano | nie rozegrano |

1. 1 2  Nowi gracze w Tourze nie mają rankingu.

| Legenda tabeli wyników              | Legenda tabeli wyników       | Legenda tabeli wyników                     | Legenda tabeli wyników                                                              | Legenda tabeli wyników                     | Legenda tabeli wyników                     |
| ----------------------------------- | ---------------------------- | ------------------------------------------ | ----------------------------------------------------------------------------------- | ------------------------------------------ | ------------------------------------------ |
| LQ                                  | odpadnięcie w kwalifikacjach | #R                                         | odpadnięcie we wczesnej fazie turnieju (WR = runda dzikich kart, RR = faza grupowa) | QF                                         | przegrana w ćwierćfinale                   |
| SF                                  | przegrana w półfinale        | F                                          | przegrana w finale                                                                  | W                                          | zwycięstwo                                 |
| DNQ                                 | nie zakwalifikował/a się     | A                                          | nie brał/a udziału                                                                  | WD                                         | zrezygnował/a w trakcie turnieju           |
| Legenda oznaczeń w tabelach wyników |                              |                                            |                                                                                     |                                            |                                            |
| NH / Nie roz.                       | NH / Nie roz.                | Turniej nie odbył się.                     | Turniej nie odbył się.                                                              | Turniej nie odbył się.                     | Turniej nie odbył się.                     |
| NR / Nie-rank.                      | NR / Nie-rank.               | Turniej nie był zaliczany jako rankingowy. | Turniej nie był zaliczany jako rankingowy.                                          | Turniej nie był zaliczany jako rankingowy. | Turniej nie był zaliczany jako rankingowy. |
| R / Rank.                           | R / Rank.                    | Turniej był zaliczany jako rankingowy.     | Turniej był zaliczany jako rankingowy.                                              | Turniej był zaliczany jako rankingowy.     | Turniej był zaliczany jako rankingowy.     |
| MR / Minor-Rank.                    | MR / Minor-Rank.             | Turniej był zaliczany jako minor ranking.  | Turniej był zaliczany jako minor ranking.                                           | Turniej był zaliczany jako minor ranking.  | Turniej był zaliczany jako minor ranking.  |